# 化学武器

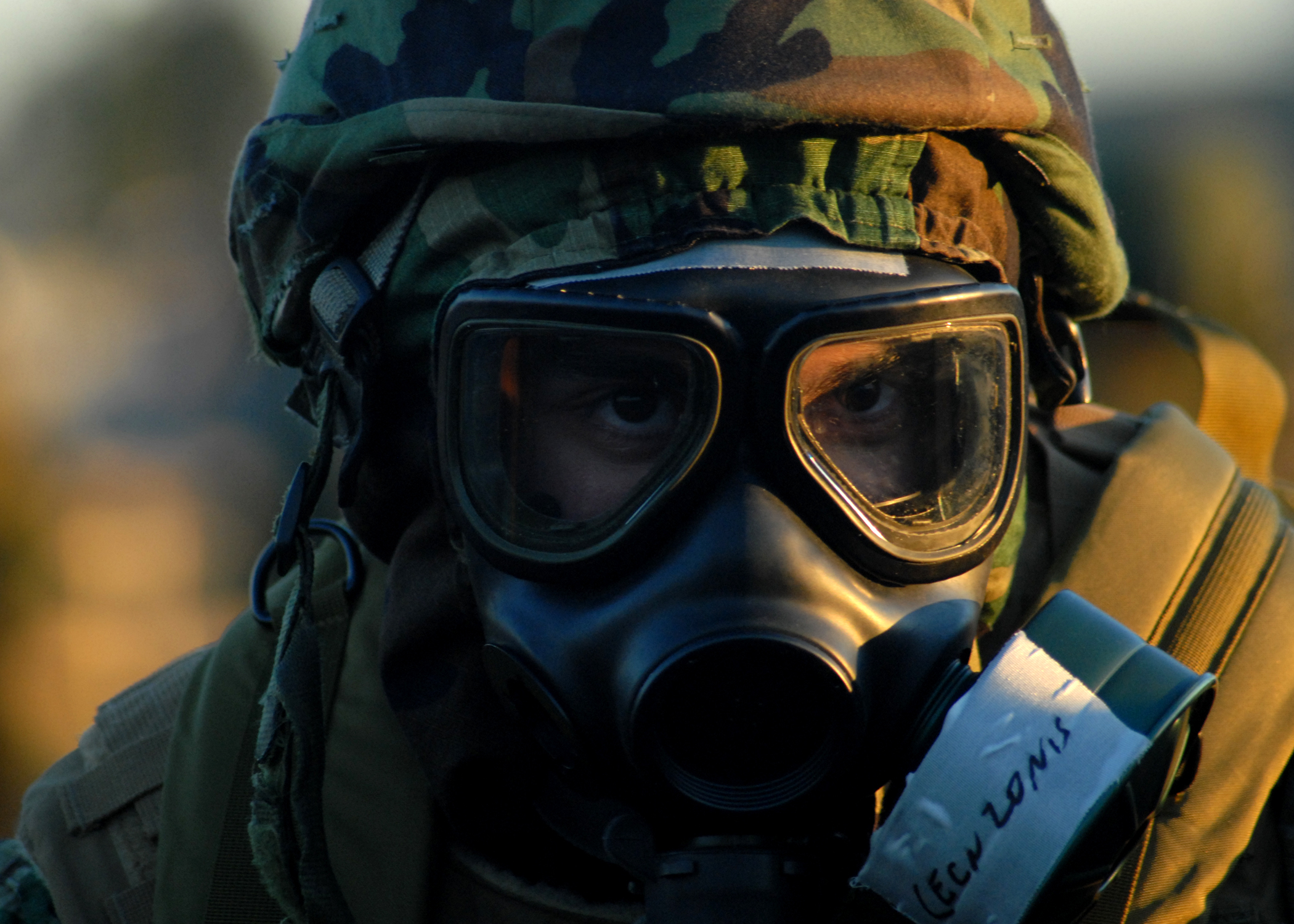
防化學戰裝備

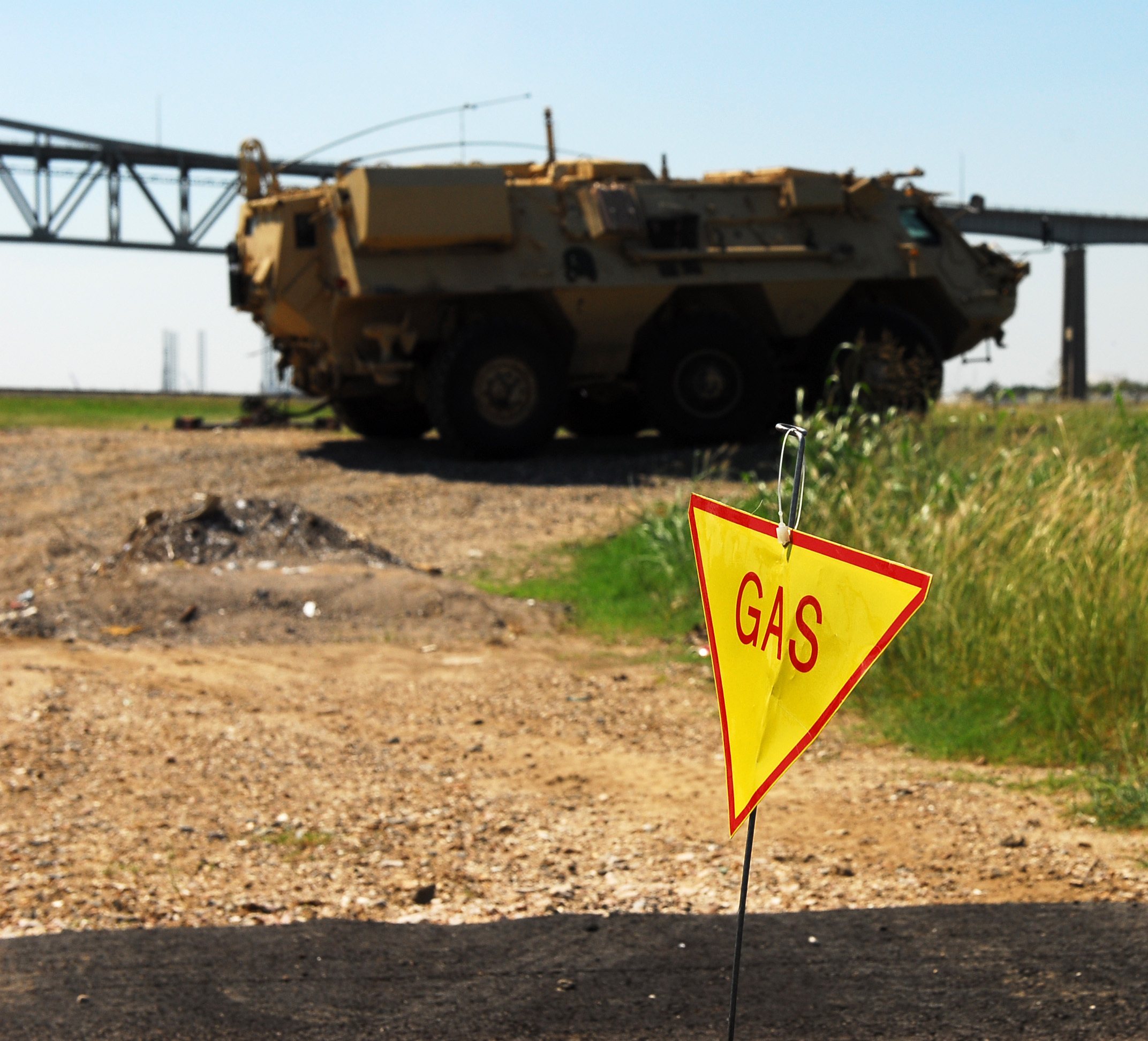
德國核生化防護車在模擬區演習

化学武器，簡稱化武，指在化学战時利用具有毒性的化學物質作为武器。该类武器与核武器及生物武器同属于“大规模杀伤性武器”，由于其大规模杀伤性，NBC武器（核武器、生物武器和化学武器的缩写）均不属于常规武器，使用的話會導致嚴重後果。通过适当的保护装备、培训和排除污染措施，化学武器的主要作用能够得到有效抑制。然而至今仍有许多国家拥有大量武器化的化学制剂库存作备战之用。

化学武器警告

## 定义
化学武器与常规武器或核武器不同，其杀伤性并不由任何爆炸性物质引起。生物活体（如炭疽菌）在进攻中的使用被划分在生物武器之列；而根据《化学武器公约》，由生物制成的非活体毒性制品（如肉毒杆菌毒素、蓖麻毒素和石房蛤毒素）属于化学武器。根据该公约，任何毒素化学制品，不论其来源，除用于未被禁止之目的外，均被认为属于化学武器。
20世纪，大约70种不同化学制品被作为化学武器使用或作为化学武器试剂储存。《化学武器公约》已经制定了清除所有“致命化学酉剂和弹药”的时间表。
根据公约，能够被用于化学武器，或可能被用作制造该类化学品的有毒化学制品，根据其用途和目的被分为三类：
- 一类物质：化学武器以外的用途极少。可以用于研究、医疗、制药、化学武器防御测试等。每年制造100克以上就必须向禁止化學武器組織登记。一个国家被限于最多拥有1吨这些物质。例如，芥子气与神经毒剂。
- 二类物质：有合法的小规模民用。此类物质的制造必须登记，禁止出口给非公约签署国。例如，硫二甘醇用于制造芥子气，也用来作为墨水的溶剂。
- 三类物质：有合法的大规模民用。年产30吨以上的工厂必须登记，允许检查。限制出口给非公约签署国。例如，光气，可以直接作为化学武器，也是许多合法的有机化合物制造的前体；三乙醇胺用于制造芥子气，也用于制造化妆品及洗涤剂。

## 歷史

### 古代到中世紀時代
化學武器用於戰爭中已有多年歷史，信史上的記載可追溯至古希臘時期的第一次神聖戰爭期間，安塞拉近郊同盟在對基拉的圍城戰中用菟葵之毒污染城市水源。而最早記錄使用毒氣的戰爭，可以追溯到公元前429年，在伯羅奔尼撒戰爭，雅典和斯巴達之間。
斯巴達軍利用硫磺和松枝混合燃燒來製造毒氣對雅典城內的守軍進行攻擊。

### 近代
最早提及建議使用毒氣是在美國南北戰爭時期，但此作法過於殘酷，並沒有被接納。
近代战争中最早有组织使用毒气的可能是英军。在20世纪初的布尔战争和八国联军之役，英军曾向布尔人和清军发射氯气炮弹。

### 第一次世界大戰
第一次世界大戰中，人类第一次大规模使用化学武器。
德军則于1915年1月在俄國邊境的波蘭小鎮Bolimów使用含有溴代二甲苯（xylyl bromide）的砲彈攻擊。
而第一次大規模的使用化學武器則是在1915年4月22日，德國在第二次伊普爾之役用氯氣攻擊法國、加拿大和阿爾及利亞聯軍。之後兩軍相互使用及研發新型的毒氣，其中以芥子氣、光氣、氯氣為主，估計至少有50,965噸用於戰爭中。根據官方公佈數字，在第一次世界大戰中因化學武器戰劑而造成的非致命性傷亡約1,176,500人、而至少有85,000人死亡，在德國作家雷馬克的小說《西線無戰事》一書中也有其慘況的敘述。

### 霧社事件
1930年10月27日，在今日台灣南投縣仁愛鄉的賽德克族部落馬赫坡社發生了以莫那魯道等原住民為首的武裝抗日起義，由於日本軍警不諳山地戰而死傷慘重，槍械也被奪去。後來台灣總督府下令派遣軍機空投糜爛性毒氣彈，造成原住民死傷慘重。

### 第二次世界大戰

沙林毒气的化學結構，1938年在德國發現。

儘管《凡爾賽條約》第171條及國聯於分別在1936年和1938年5月14日要求義大利王國和大日本帝國等軸心國國家停止使用化學武器，義大利在1936年入侵衣索比亞時無視國联和日內瓦公約，義軍对埃軍使用了芥子毒氣，造成15萬埃軍斃命。

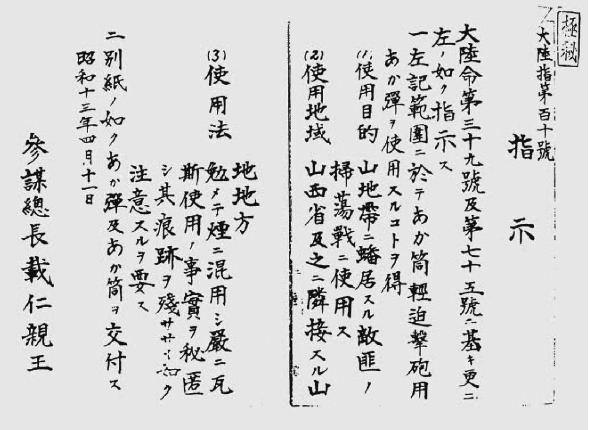
1938年，日军参谋总长闲院宫载仁亲王下达的可在山西省等地使用化学武器的命令。

日軍亦在二戰中國戰場中大量使用毒氣。日本並未對有化学战能力的国家使用，如英美，但仍然在太平洋戰爭入侵了他們的殖民地。而是對中國國民政府施放。武漢會戰時日軍曾多次使用毒氣。1939年7月，北支那方面軍在晉東作戰時，朝中國軍隊發射能使皮肤和粘膜溃烂的“黃彈”和强烈刺激呼吸器官的“紅彈”。
包括1993年《禁止化學武器公約》簽訂後，催淚彈並不屬於大規模殺傷性武器。黃磷彈在1980年後才通過《聯合國常規武器公約》列為違禁武器，不允許對「平民」或在「平民區」使用，廣義上並不屬於化學武器。

### 国共内战
在國共內戰的時，黃維率領的國軍第12兵團為了打破和解放军交戰的僵局，曾授意下屬軍長楊伯濤發射毒氣彈，一度使攻擊山東淄博尖古堆的解放军傷亡慘重。為此，解放军在廣播及毛澤東的戰犯通告中皆為此提出抗議。中原野戰軍攻擊襄陽與樊城的時候，襄樊守將康澤曾調動化學炮弹，以毒气弹轟擊來犯的解放军。

### 越南戰爭
美軍在叢林密布的越南受到有著良好偽裝的越共游擊隊大規模偷襲，加上越共游擊隊對擅長使用隱蔽性極佳的地道與陷阱以牽制美軍，致使美軍死傷慘重。而美國方面則下令在「牧工行動」中用飛機散布落葉劑，以強烈毒性讓樹木枯萎，企圖讓越共游击队失去叢林的掩護。
越戰戰後，越南有數以千計的落葉劑受害者，症狀包含呼吸道與皮膚的病變，以及胎兒畸形，而受害的越南民眾到目前為止都还在尋求美國的賠償。

### 兩伊戰爭

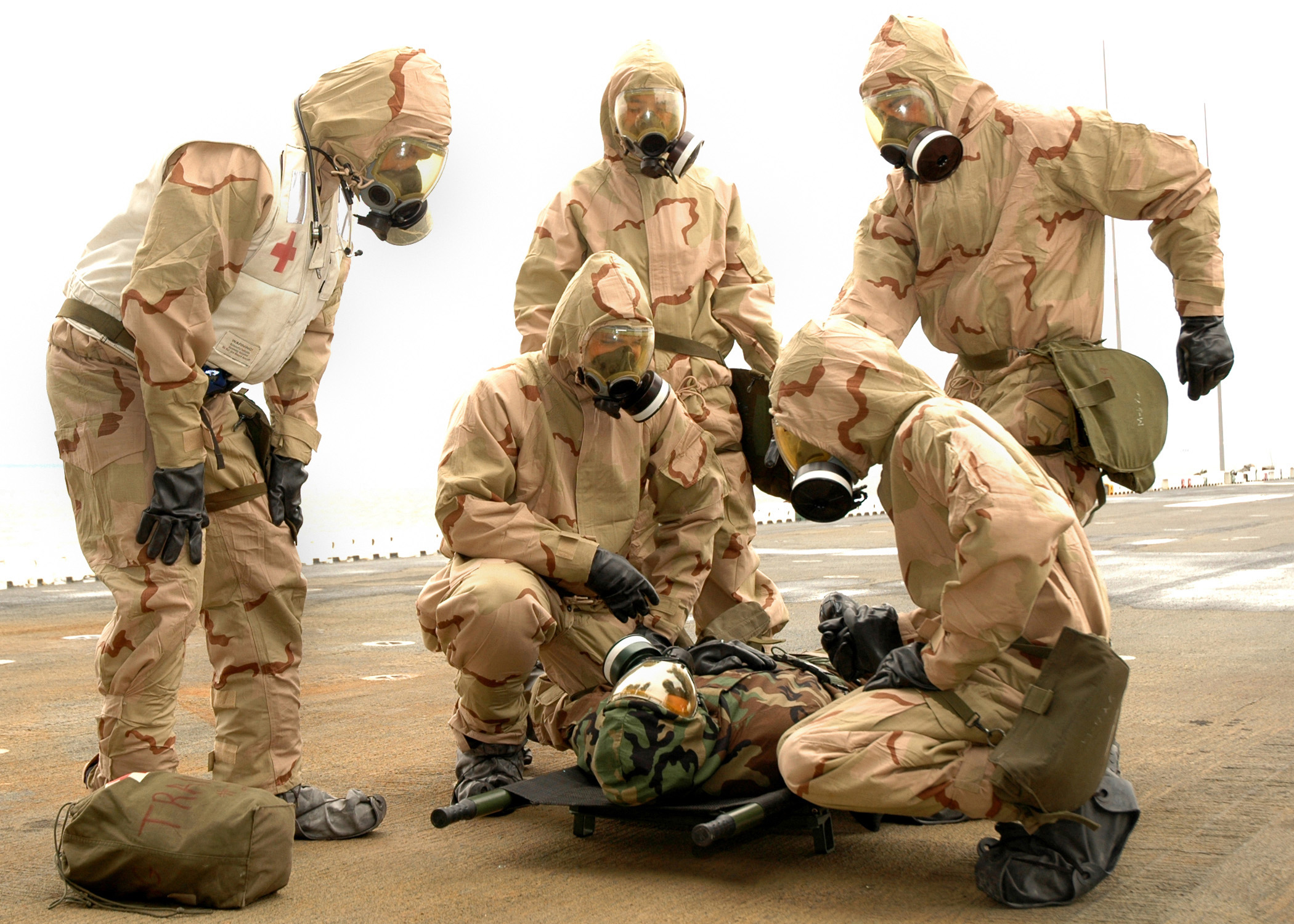
美軍生化演習

在1980年到1988年的兩伊戰爭期間，伊拉克至少對伊朗及與其結盟的庫爾德武裝方面發動過200餘次化學武器襲擊，包括历史上针对平民居住区最大规模的化学武器袭击哈拉卜贾化学武器袭击。其間所使用的化學武器既有塔崩、沙林等神經毒氣，也有以芥子氣為主的糜爛性毒劑。這些化學武器造成大約十萬名伊朗人中毒，其中約一萬人在沒有接受任何治療以前就已經死亡。
在後來的波斯灣戰爭中，美軍鑑於兩伊戰爭時伊拉克濫用化武的教訓，下令前線作戰人員一律配備生化防護裝與防毒面具，尤其是正面迎戰伊拉克飛毛腿飛彈的愛國者飛彈連隊。

### 恐怖活動
对于很多恐怖组织来说，化学武器是很理想的選擇，因為費用便宜、容易取得及易於运输。在原料供应充足的情况下，一个熟练的化学家可轻易地合成大多数的化学毒剂。儘管如此，有一些政治评论家质疑将化学和生物武器作为恐怖袭击方式的实用性，因为和爆炸物相比，这些武器難以有效使用，但这類武器可有效地造成大眾恐慌。
較為被當今大眾熟悉的毒氣恐怖活動是發生在1995年於日本爆發的東京地鐵毒氣事件。2002年車臣伊斯蘭武裝份子發動了莫斯科歌劇院脅持事件，由於恐怖分子在歌劇院內部署了炸彈，俄軍阿爾法小組在攻堅時投擲了化學氣體Kolokol-1，雖殲滅了恐怖分子但也造成129名人質死亡。

## 防護法
- 化學防護車
- 防毒面具

## 化学武器的分类
化學武器戰劑可以根據何種方式影響人體大致分成幾類
| 種類                       | 化學劑名稱 | 作用方式 | 症狀 | 作用時間                                                                             | 途徑及持久性                                     |
| -------------------------- | --- | --- | --- | ------------------------------------------------------------------------------------ | ------------------------------------------------ |
| 神經性毒劑                 | G類毒劑： - 塔崩（tabun）（GA） - 沙林（Sarin）（GB） - 梭曼（Soman）（GD） - 環沙林（Cyclosarin）（GF） - GV V類毒劑： - EA-3148 - VE - VG - VM - VR - VX - 諾維喬克（Novichok） - 某些殺蟲劑                                                        | 抑制乙酰胆碱酶作用，阻止神經傳遞物質乙酰胆碱在突觸的分解釋放而引發蕈毒鹼和 尼古丁一樣作用（導致肌肉一直處於興奮狀態而引起肌肉痙攣）                          | - 瞳孔缩小 - 視野模糊/眼前昏暗 - 頭痛 - 噁心、嘔吐、腹瀉 - 流鼻水 - 四肢麻痺/肌肉震顫 - 呼吸困難 - 癲癇 - 意識低下                                  | - 蒸氣：數秒到幾分鐘； - 皮膚接觸：2到18小時                                         | VX較為維持而其他戰劑較不持久；都具吸入及接觸毒性 |
| 血液性毒劑                 | - 大多數的砷化合物 - 氯化氰（CK） - 氫氰酸（AC） | - 砷化合物：造成溶血，可導致腎功能衰竭。 - 氯化氰/氫氰酸：氰化物阻斷電子傳遞鏈，導致細胞無法利用氧氣。迫使細胞進行厭氧呼吸，產生過多乳酸而造成代謝性酸中毒。 | - 皮膚、手指甲和嘴唇可能是粉紅色或櫻桃色 - 發紺 - 意識障礙 - 噁心 - 呼吸困難 - 代謝性酸中毒                                                         | 立即發作                                                                             | 非持久性且為吸入毒性                             |
| 糜爛性毒劑                 | - 二氯乙基胂（ED） - 二氯甲基胂（MD） - 二氯苯基胂（PD） - 路易斯毒氣（L） - 光氣肟（Phosgene oxime）（CX） - 芥子毒氣 (H/HD · 雙(2-氯乙基硫乙基）醚HT/O-芥子氣 · HQ/倍半芥子氣 · HL) - 氮芥子氣（Nitrogen mustard）（HN-1, HN-2, 參(2-氯乙基)胺HN-3) | 戰劑為酸性化合物損害皮膚和呼吸道系統，造成灼傷和呼吸困難。                                                                                                   | - 嚴重的皮膚，眼睛和粘膜疼痛及紅腫 - 皮膚紅斑與產生水泡，癒合慢，並可能成為感染 - 結膜充血，角膜浮腫及潰瘍 - 輕度呼吸窘迫引發呼吸道損害             | - 芥子氣：蒸氣：4到6小時，經眼睛或肺部會更快；皮膚接觸：2到48小時 - 路易斯毒氣：即時 | 持續性且為接觸毒性                               |
| 窒息性毒劑                 | - 氯氣 - 氯化氫 - 光氣（CG） - 雙光氣（DP） - 三氯硝基甲烷（PS） - 某些氮氧化物 | 類似糜爛性毒劑的機制，但較多作用於呼吸道系統，進而導致窒息；痊癒者往往會有慢性呼吸困難。                                                                     | - 呼吸道的刺激 - 眼睛及皮膚得燒灼感 - 呼吸困難、咳嗽 - 喉嚨痛 - 胸悶 - 喘鳴 - 支氣管痙攣                                                            | 即時到3小時                                                                          | 非持久性且為吸入毒性                             |
| 刺激性毒劑：催淚性或催吐性 | 催淚性： - 催淚彈 - 胡椒噴霧 - 鄰-氯代苯亞甲基丙二腈（CS） - α-氯代苯乙酮（CN） 催吐性： - 亞當氏毒氣（DM） - 二苯氯砷（DA） - 二苯氰砷（DC） | - 催淚性：造成嚴重眼睛刺痛及暫時性失明。 - 催吐性：造成噁心和持續嘔吐。                                                                                      | - 催淚彈或胡椒噴霧：刺激眼睛造成不適 - DM,DA,DC:引發嘔吐                                                                                            | 即時                                                                                 | 非持久性且為吸入毒性                             |
| 失能性毒劑                 | - 二苯乙醇酸-3-奎寧環基酯（BZ） - 羥基四氫甲基二苯吡喃（DMHP） - LSD - EA-3167 - Kolokol-1 | - 暂使人的思维和运动机能发生障碍从而丧失战斗力 - 引起阿托品般乙酰胆碱抑制，并造成与神经性毒气中毒不同的周围神经系统问题。                                    | - 引發明顯情緒變化、幻覺等精神障礙 - 體溫過高 - 運動失調（步伐不穩） - 瞳孔放大（散瞳） - 口渴                                                      | - 吸入：30分鐘到20小時； - 皮膚：皮膚接觸到BZ後36小時以上，期限通常是72到96個小時。  | 可持久性的存在於水中及固體表面；具接觸性毒性     |
| 细胞毒蛋白                 | 生物蛋白質，例如： - 蓖麻毒素（Ricin） - 相思子毒素（Abrin） | 藉水解rRNA抑制蛋白合成 | - 潛伏期4到8小時，之後有類似感冒的症狀 - 18到24小時後： - 吸入：噁心、咳嗽、呼吸困難、肺水腫 - 飲食：胃腸道出血嘔吐和流血腹瀉，最終肝臟和腎臟衰竭。 | 4到24小時                                                                            | 可經由注射或吸入及飲食；在自然環境中會快速降解   |

## 化学武器条约
《禁止在战争中使用窒息性、毒性或其他气体和细菌作战方法的议定书》或日内瓦议定书，是一项禁止在战争中使用化学和生物武器的条约。该条约于1925年6月17日在日内瓦签订，成为国际法的一部分，并于1928年2月8日正式生效。该条约认为，化学武器和生物武器受到“文明社会的普遍谴责”。

### 《化学武器公约》

《化学武器公约》缔约国。浅色区域为已宣布拥有化学武器库存或已知拥有化学武器制造能力之国家。

最近一项国际法中的武器控制协议，《關於禁止發展、生產、儲存和使用化學武器及銷毀此種武器的公約》或《禁止化学武器公约》，规定了化学武器的生产、储存和使用。该公约由位于海牙的政府间组织禁止化学武器组织执行。

## 为消除化学武器所做的努力
- 1874年8月27日，关于战争法及惯例的布鲁塞尔宣布签订，特别禁止“毒药或有毒武器”的使用。但该条约并未被任何国家采纳，亦从未发生效力。
- 1900年9月4日，海牙第一公约生效，宣布禁止“使用能释放导致窒息或有害气体的弹药等武器”。
- 1910年1月26日，海牙第二公约生效，禁止在战争中使用“毒药或有毒武器”。
- 1922年2月6日，一战后，华盛顿裁军会议条约禁止使用窒息性、有毒或其他气体。美国、英国、日本、法国和意大利签订了该条约，但法国拒绝接受该条约中的其他规定。该条约未曾生效。
- 1928年2月8日，日内瓦议定书生效，禁止使用“窒息性、毒性或其他气体以及所有类似的液体、物质或器件”以及“细菌作战方法”。

### 化学武器销毁

#### 印度
1997年6月，印度宣布其储存有1044吨芥子气武器。印度对其武器储量的公布是在其加入创建了禁止化学武器组织的《化学武器公约》之后，同时印度于1993年1月14日成为《化学武器公约》的初始缔约国之一。到2005年，在公布了化学武器储量的6个国家之中，印度是唯一一个在截至日期前销毁其化学武器并接受禁止化学武器小组检查其设施的国家。到2006年，印度已经销毁了其75%的化学武器和储存的化学试剂，并保证在2009年4月前销毁其全部储存。2009年5月14日，印度告知联合国，确认其已经销毁所有储存的化学武器。

#### 伊拉克
禁止化学武器组织总干事罗赫略•普菲斯特大使欢迎伊拉克加入禁止化学武器组织的决定，认为这是增强全球和地区在防止化学武器传播和使用上努力的重要一步。禁止化学武器组织宣布：“伊拉克政府已将其加入《化学武器公约》的文件储存在联合国秘书长处。在30天内，它将于2009年2月12日成为公约第186个缔约国。”伊拉克已经宣布了其化学武器储量，并且由于其刚刚加入，它将是唯一不用遵照销毁时间表的缔约国。

#### 日本
第二次世界大战期间，日本在中国大陆使用并储存了大批化学武器，其中大多数都包含芥子气和路易氏剂混合物。根据《化学武器公约》，这些武器被归类为遗弃化学武器。从2010年9月起，日本开始使用移动销毁装置销毁其在南京的储存物。

#### 俄罗斯
俄罗斯于1993年1月13日签署《化学武器公约》，并于1995年11月5日正式批准。1997年，俄罗斯宣布其拥有一个储存有39967吨化学武器的目前最大的兵工厂，包括路易氏剂、芥子气、芥子气与路易氏剂混合物等糜烂性毒剂和萨林、索曼、VX等神经性毒剂。根据《化学武器公约》设定的截至日期，俄罗斯于2002年前销毁了其1%的化学毒剂。但由于化学物质处理所带来的技术、财政、环境挑战，俄罗斯要求将2004年和2007年的截至日期延期。目前，俄罗斯已收到如加拿大等其他国家给予的10万卢布的资助，此外还包括此前已捐赠给俄罗斯化学武器销毁计划的10万卢布。这些钱将用于完成在休奇耶的工作，并支持在Kizner的化学武器销毁设施建设。该地将销毁接近5700吨储存在大约2百万军事弹药中的神经性毒剂。加拿大的拨款同样会用于支持绿十字公众外联办公室的运作，确保公众了解化学武器销毁行动的进程。
到2011年7月，俄罗斯已销毁其48%（18241吨）的化学武器，其中在戈尔内（萨拉托夫州）和坎巴尔卡（乌德穆尔特共和国）的销毁设施已经完成其任务，Schuch'ye（库尔干州）, Maradykovsky（基洛夫州），列昂尼多夫卡（奔萨州）的设施正在运转，而波切普（布良斯克州）和基兹涅尔（乌德穆尔特共和国）的销毁设施仍在建设之中。到2013年8月，76%的储备已被销毁，同时俄罗斯退出了部分投资化学武器销毁的“减少威胁合作计划”。

#### 美国
1969年11月25日，时任美国总统理查德·尼克松单方放弃使用化学武器和所有生化战争。他签订了一项法令，要求停止生产和运输所有有效的化学武器。从1964年5月到1970年代初期，美国加入一项国防部计划，旨在通过将载有化学武器的船只沉入大西洋中的方法来处理化学武器。1972年海洋保护、研究、禁猎法案通过后，该计划被废除。通过更为安全的处理方式，美国焚化了落基山兵工厂的数千吨芥子气，并使用化学试剂中和方式销毁了图埃勒陆军军械库近4200吨的神经性毒剂。
1975年1月22日，美国批准了禁止使用生化武器的日内瓦议定书。1989年和1990年，美国和苏联协定共同终止包括二元武器在内的所有化学武器计划。1997年4月，美国批准《化学武器公约》，禁止大多数类型的化学武器的持有。公约同样禁止发展化学武器，并要求销毁已有的库存、前驱化学品、生产设备和他们的武器传输系统。
美国20世纪80年代开始减少化学武器储备，并在1988年初移除老旧的弹药和销毁所有储存的3-奎宁环二苯。1990年6月，在《化学武器公约》生效前7年，约翰斯通环礁化学毒剂处理系统已经开始销毁位于太平洋约翰斯通环礁基地的化学毒剂。1986年总统里根与德国首相协定从德国移走美国储存的化学武器。1990年，作为“铁盒计划”的一部分，两艘载满超过10万枚装有萨林和VX的弹药的船从德国不莱梅港起航，经过46天不停歇的旅程到达太平洋上的约翰斯通环礁基地。这些弹药均来自美国的军事武器储存基地。
1991年五月，总统乔治·布什承诺美国将销毁其所有化学武器，并废除使用化学武器报复的权力。1993年，美国签订化学武器条约，要求在2012年4月前销毁所有的化学武器毒剂、传播系统和生产设施。美国对于化学武器的禁运意味着9个储存基地都需要分别建立销毁设施。美国按时完成了前三个截止日期的任务，在2007年前销毁了其45%的化学武器。由于其对化学武器的销毁，根据美国适当回应政策，美国将会对针对其国家或军队的袭击做军事量级同等的回击。由于美国目前持有的大规模杀伤性武器只有核武器一种，因此美国将会将所有生物、化学或核武器袭击均归类为核武袭击，并以核武回击。
到2012年，9个化学武器基地中已有7个基地的化学武器得到销毁，在条约设定的2012年4月截止日期前，89.75%的1997年库存已被销毁。其他两个基地化学武器的销毁将会在截止日期后开始，并使用化学中和而非焚化的方法。
2023年7月7日，美國宣布化學武器庫存中的最後一枚化學彈藥在肯塔基州被不可逆轉地銷毀。禁止化學武器組織確認，《禁止化學武器公約》所有締約國申報庫存中的化學武器經核實已被銷毀。

## 化学武器扩散
虽然为减少或清除化学武器做了大量努力，一些国家仍继续研制和/或储存化学武器试剂。右侧是宣称拥有化学武器或可能秘密储存化学武器或开展研制计划的国家。明显的例子包括美国和俄罗斯。
最近曝光的一封信件披露，1997年，即将上任的美国副总统迪克·切尼反对签署一项批准禁止使用化学武器的条约。在1997年4月8日的信中，时任哈里伯顿公司CEO的切尼告诉当时的参议员外交委员会主席森·杰西·赫尔姆斯，加入公约对于美国来说是一个错误的决定。“那些真正会遵守《化学武器公约》的国家对于美国来说并不会构成军事上的威胁，而那些美国真正需要留心的国家，即使他们加入了公约，他们也不会真正的遵守公约协定。”该信由美国科学家联盟发布。
参议院同月批准了《化学武器公约》。自此，阿尔巴尼亚、利比亚、俄罗斯、美国和印度宣布其拥有共超过71000公吨的化学武器，并销毁了近三分之一。根据协定条约，美国和俄罗斯承诺在2012年前清除他们剩下的化学武器。2012年美国并未完成该目标。美国政府预计，2017年前剩下的化学武器将被清理完毕。
2013年，叙利亚武装冲突中出现大量使用化学武器的报道。红十字国际委员会认为，“武装冲突任何一方使用化学武器都构成严重违反国际人道法行为，无论受害者是士兵还是平民。红十字国际委员会呼吁叙利亚及其他地区的武装冲突各方尊重这一绝对禁令。”

## 外部連結
- 化学武器·联合国裁军事务 （页面存档备份，存于）
- 化学和生物武器·红十字国际委员会 （页面存档备份，存于）